# Le Retour À La Raison
Le retour à la raison. Musique pour trois films de Man Ray, anche conosciuto come Le Retour À La Raison, è un album di Teho Teardo pubblicato nel 2015 dalla Specula. Il disco comprende la personale sonorizzazione di Teardo per i film di Man Ray.

## Tracce
1. Le Retour A La Raison
2. Emak-Bakia
3. Rrose Sèlavy
4. Hotel Istria
5. Danger Danger. Danger
6. Underwater Constellations
7. Synonyme De Joie, Jouer, Jouir
8. L'Etoile De Mer (Marcia Funebre 1900)